# مركز ماكميلان لدعم مرضى السرطان
مؤسسة ماكميلان لدعم مرضى السرطان هي واحدة من أكبر المؤسسات الخيرية البريطانية. كما تقدم الرعاية الصحية المتخصصة والمعلومات والدعم المالي للأشخاص المتضررين من السرطان . كما يتناول التأثير الاجتماعي والعاطفي والعملي الذي يمكن أن يسببه السرطان، ويحمل حملات من أجل رعاية أفضل للسرطان . الهدف من المؤسسة هو الوصول إلى جميع الأشخاص المتأثرين بالسرطان في المملكة المتحدة وتحسين حياتهم.

## تاريخه
تأسست الجمعية الخيرية عام 1911، كجمعية الوقاية من السرطان وتخفيف أعراضه، على يد دوجلاس ماكميلان بعد وفاة والده بسبب هذا المرض. في عام 1924، تم تغيير الاسم إلى الجمعية الوطنية لإغاثة مرضى السرطان، واحتفظت به حتى عام 1989 عندما تم تغييره إلى صندوق ماكميلان لإغاثة مرضى السرطان، ثم تغيير مرة أخرى إلى صندوق ماكميلان لإغاثة مرضى السرطان. اعتبارًا من 5 أبريل 2006، أصبح معروفًا باسم ماكميلان لدعم مرضى السرطان، حيث يصف هذا الاسم بشكل أكثر دقة دوره في دعم الأشخاص المصابين بالسرطان. تبنت مبادئ كونها مصدرًا للدعم وقوة من أجل التغيير. باعتبارها الجمعية الوطنية للإغاثة من السرطان، قدمت المنظمة التمويل لدعم عمل جمعية رعاية الثدي واستئصال الثدي في بريطانيا العظمى، والتي أصبحت فيما بعد جمعية رعاية سرطان الثدي.
في عام 2023، تم إدراج المؤسسة كأفضل مؤسسة خيرية في المملكة المتحدة من حيث المؤسسات الخيرية التي من المرجح أن يتبرع لها الناس غدًا، وفقًا لتصنيفات YouGov للجمعيات الخيرية في المملكة المتحدة لعام 2023. يتم إدارتها من قبل مجلس أمناء وفريق الإدارة التنفيذية.
يقع المكتب الرئيسي للجمعية الخيرية في لندن. اندمجت المؤسسة مع مؤسسة احتياطي للسرطان الخيرية المتخصصة في تقديم المعلومات حول مرض السرطان في عام 2008. تتعاون مؤسسة ماكميلان مع منظمات أخرى لأبحاث السرطان وهي شريكة للمعهد الوطني لأبحاث السرطان. كما تعد جزءًا من مجموعة ريتشموند للجمعيات الخيرية، وهي تحالف يضم 14 منظمة رائدة في مجال الرعاية الصحية والاجتماعية في القطاع التطوعي.

## دعم مرضى السرطان
يدعم مركز ماكميلان مراكز المعلومات والدعم المحلية ومجموعات دعم السرطان ومستشاري المزايا ومتخصصي دعم السرطان، ويمكنه المساعدة في الدعم العملي والطبي والمالي والعاطفي. توفر المؤسسة معلومات حول السرطان من خلال موقعها الإلكتروني Information Standard، والمواد المطبوعة والمسجلة المجانية، وخط الدعم الهاتفي، وأكثر من 170 خدمة معلومات ودعم محلية للسرطان على مستوى البلاد.
في عام 2023، وصلت خدماتهم إلى ما يقدر بنحو 2.3 مليون شخص مصاب بالسرطان ودعمتهم.

## فعاليات خيرية
يستضيف ماكميلان سلسلة من الفعاليات السنوية لجمع التبرعات، والتي تشمل الجري والجولف والسباحة وركوب الدراجات. الحدث الأكثر شهرة هو أكبر صباح قهوة في العالم، والذي حقق 16.8 مليون جنيه إسترليني في عام 2023، مقارنة بـ 13.7 مليون جنيه إسترليني في عام 2022. تستضيف ماكميلان أيضًا فعاليات أخرى كبيرة لجمع التبرعات، بما في ذلك بطل الحلاقة، التي تجمع أكثر من 4 ملايين جنيه إسترليني سنويًا، بالإضافة إلى سلسلة المشي لمسافات طويلة للأقوياء، التي جمعت 12.3 مليون جنيه إسترليني في عام 2023، مقارنة بـ 11.2 مليون جنيه إسترليني في عام 2022.